# Cœur de Pirate

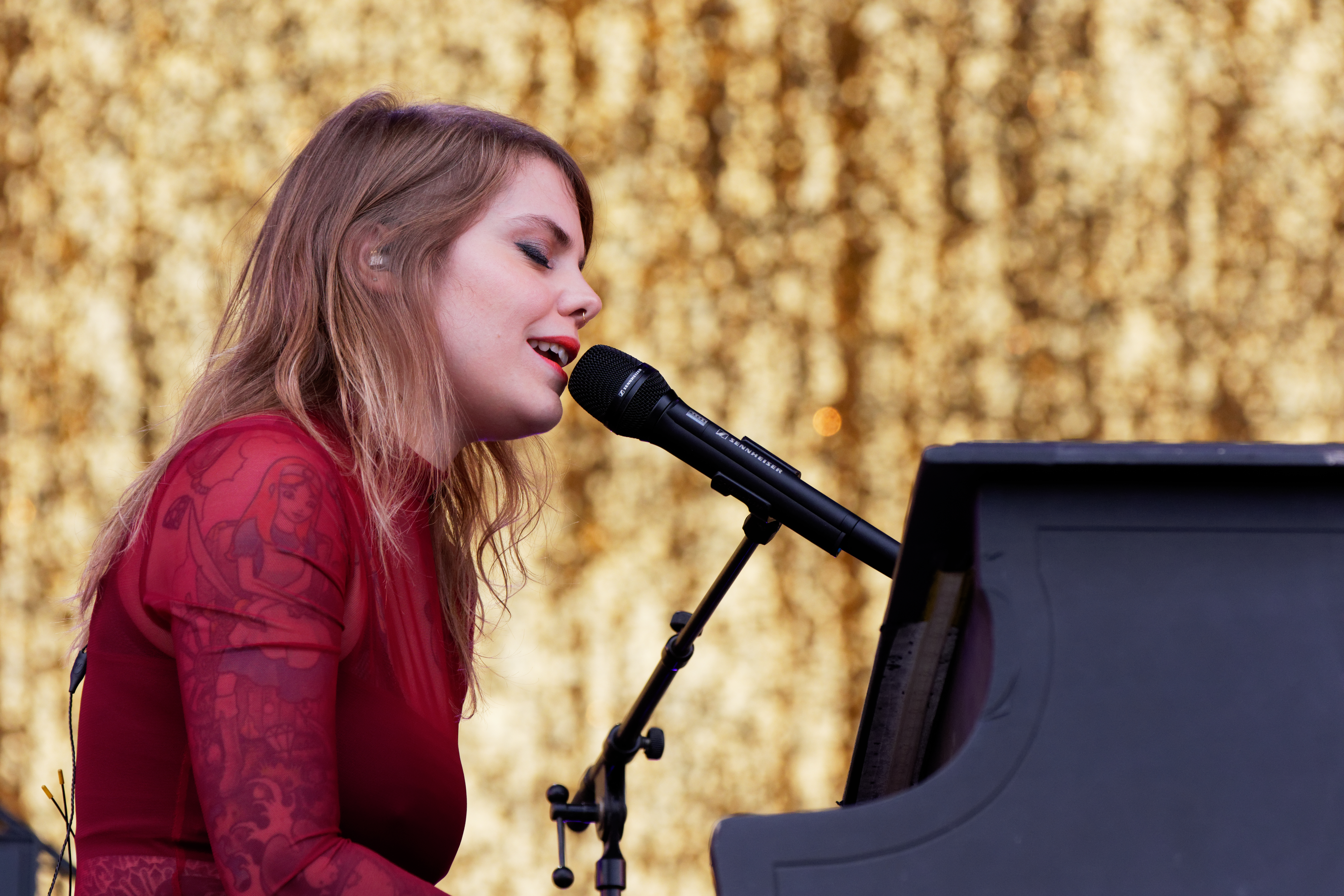
Cœur de pirate beim Vieilles Charrues Festival (2018)

Béatrice Mireille Martin (* 22. September 1989 in Montreal, Québec), besser bekannt unter dem Künstlernamen Cœur de Pirate [kœʁ də piʁat], zu deutsch Piratenherz, ist eine kanadische Singer-Songwriterin und Pianistin.

## Karriere
Béatrice Martin begann mit drei Jahren, Klavierspielen zu lernen. Sie besuchte fünf Jahre lang ein Konservatorium und schloss in Kunst, Literatur und Kommunikation ab. Ab 2007 war sie kurzzeitig als Keyboarderin und weibliche Stimme Mitglied der Band Bonjour Brumaire. Nachdem sie 2008 einige eigene Titel bei MySpace eingestellt hatte und auf große Resonanz gestoßen war, entschloss sie sich, eine Solokarriere zu beginnen.
Obwohl sie nur ganz wenige Konzerte gegeben hatte, war sie durch ihre MySpace-Seite so bekannt geworden, dass bereits im Herbst 2008 ihr Debütalbum erschien. Es stieg sofort in die kanadischen Albumcharts ein und wurde bei den Juno Awards als bestes französischsprachiges Album nominiert. Im Jahr darauf wurde Cœur de Pirate auch im französischsprachigen Europa veröffentlicht und platzierte sich in Frankreich unter den Top 10 der Alben. In den USA erreichte ihr Debüt den sechsten Platz der World-Albums-Charts.
Béatrice Martin versuchte sich erst mit englischen Texten, sang aber auf ihren ersten beiden Alben nur französisch.
Der Soundtrack für die fünfte Staffel der kanadischen Fernsehserie Trauma, der auch als Album von Martin erschien, enthält durchgängig englischsprachige Texte, da es sich um Coversongs englischsprachiger Musiker handelt. Roses enthält sowohl französisch- als auch englischsprachige Texte.
Im 2014 erschienenen Videospiel Child of Light steuerte sie die Musikuntermalung bei, der Soundtrack erschien auch als Album bei verschiedenen Streamingdiensten wie etwa Spotify.
Auf ihren Konzerten spielt sie ausschließlich Klavier, sie beherrscht aber weitere Instrumente, beispielsweise die Gitarre.
Nachdem sie sich im Jahr 2020 einer Stimmbandoperation unterziehen musste, produzierte sie unter ihrem bürgerlichen Namen Béatrice Martin mit Perséides ein reines Instrumentalalbum mit Klavierstücken. Dieses erschien im April 2021.

## Persönliches Leben
Im Juli 2009 wurde bekannt, dass Martin unter dem Namen Bea ein Nacktmodell für die Alt-porn-Website GodsGirls war. Auf der Website waren über viele Monate rund 800 Nacktbilder zu sehen. GodsGirls entfernte die Bilder auf Wunsch ihrer Plattenfirma, als sie ihren Vertrag unterschrieb, aber die Bilder tauchen im Laufe der Jahre immer wieder in einigen Blogs und Foren auf. Martin gab immer zu, dass sie diese Bilder gemacht hatte, wollte aber nicht vor Juli 2009 darüber sprechen.
Am 29. Februar 2012 gab Martin auf Twitter und Facebook bekannt, dass sie ein Mädchen mit ihrem Verlobten, Alex Peyrat, einem Tätowierer, erwartet. Martin und Peyrat heirateten am 26. Juli und ihre Tochter wurde am 4. September geboren.
In einem Gast-Artikel in VICE, als Reaktion auf die Amokschießerei im Pulse, einem Schwulenclub in Orlando, outete sich Martin am 16. Juni 2016 als Queer. Am nächsten Tag gab sie bekannt, dass sie sich von ihrem Mann scheiden lassen würde. Zu dieser Zeit war bekannt, dass sie mit Laura Jane Grace, der Sängerin von Against Me!, in einer Beziehung war, obwohl sie sich inzwischen getrennt hatten. Im März 2017 heirateten Martin und Peyrat erneut, ließen sich aber 2018 wieder scheiden.
Am 17. August 2021 gab Martin ihre zweite Schwangerschaft bekannt und benannte ihren Partner Marc Flynn als Vater des gemeinsamen Sohnes, der am 16. Januar 2022 geboren wurde.

## Diskografie

### Studioalben
| Jahr | Titel Musiklabel                                                   | Höchstplatzierung, Gesamtwochen, AuszeichnungChartplatzierungen (Jahr, Titel, Musiklabel, Platzierungen, Wochen, Auszeichnungen, Anmerkungen) | Höchstplatzierung, Gesamtwochen, AuszeichnungChartplatzierungen (Jahr, Titel, Musiklabel, Platzierungen, Wochen, Auszeichnungen, Anmerkungen) | Höchstplatzierung, Gesamtwochen, AuszeichnungChartplatzierungen (Jahr, Titel, Musiklabel, Platzierungen, Wochen, Auszeichnungen, Anmerkungen) | Höchstplatzierung, Gesamtwochen, AuszeichnungChartplatzierungen (Jahr, Titel, Musiklabel, Platzierungen, Wochen, Auszeichnungen, Anmerkungen) | Höchstplatzierung, Gesamtwochen, AuszeichnungChartplatzierungen (Jahr, Titel, Musiklabel, Platzierungen, Wochen, Auszeichnungen, Anmerkungen) | Höchstplatzierung, Gesamtwochen, AuszeichnungChartplatzierungen (Jahr, Titel, Musiklabel, Platzierungen, Wochen, Auszeichnungen, Anmerkungen) | Anmerkungen                                                           |
| Jahr | Titel Musiklabel                                                   | FR | BEW | DE | AT | CH | CA | Anmerkungen                                                           |
| ---- | ------------------------------------------------------------------ | --- | --- | --- | --- | --- | --- | --------------------------------------------------------------------- |
| 2008 | Cœur de Pirate Grosse Boîte (Distribution Select)                  | FR2 Diamant · (171 Wo.)FR | BEW4 Platin · (94 Wo.)BEW | — | — | CH35 (44 Wo.)CH | CA41 Platin · (48 Wo.)CA | Erstveröffentlichung: 16. September 2008                              |
| 2011 | Blonde Grosse Boîte (Distribution Select)                          | FR5 ×3Dreifachplatin · (67 Wo.)FR | BEW2 Gold · (52 Wo.)BEW | DE52 (1 Wo.)DE | AT62 (1 Wo.)AT | CH25 (8 Wo.)CH | CA5 Platin · (5 Wo.)CA | Erstveröffentlichung: 7. November 2011                                |
| 2015 | Roses Dare To Care Records (DTC)                                   | FR5 Gold · (36 Wo.)FR | BEW5 (52 Wo.)BEW | — | — | CH16 (5 Wo.)CH | CA2 Platin · (22 Wo.)CA | Erstveröffentlichung: 28. August 2015                                 |
| 2016 | Les souliers rouges Barclay Records (UMG)                          | FR6 (24 Wo.)FR | BEW7 (29 Wo.)BEW | — | — | CH40 (4 Wo.)CH | — | Erstveröffentlichung: 9. September 2016 mit Arthur H und Marc Lavoine |
| 2018 | En cas de tempête, ce jardin sera fermé Dare To Care Records (UMG) | FR6 (22 Wo.)FR | BEW2 (30 Wo.)BEW | — | — | CH14 (9 Wo.)CH | CA4 (5 Wo.)CA | Erstveröffentlichung: 1. Juni 2018                                    |
| 2021 | Perséides Bravo musique (Propagande Distribution)                  | — | — | — | — | — | CA9 (1 Wo.)CA | Erstveröffentlichung: 30. April 2021 Instrumentalalbum                |
| 2021 | Impossible à aimer Bravo musique (Propagande Distribution)         | FR36 (4 Wo.)FR | BEW13 (9 Wo.)BEW | — | — | CH59 (1 Wo.)CH | CA4 (2 Wo.)CA | Erstveröffentlichung: 15. Oktober 2021                                |

### Soundtracks
| Jahr | Titel Musiklabel                                                        | Höchstplatzierung, Gesamtwochen, AuszeichnungChartplatzierungen (Jahr, Titel, Musiklabel, Platzierungen, Wochen, Auszeichnungen, Anmerkungen) | Höchstplatzierung, Gesamtwochen, AuszeichnungChartplatzierungen (Jahr, Titel, Musiklabel, Platzierungen, Wochen, Auszeichnungen, Anmerkungen) | Höchstplatzierung, Gesamtwochen, AuszeichnungChartplatzierungen (Jahr, Titel, Musiklabel, Platzierungen, Wochen, Auszeichnungen, Anmerkungen) | Höchstplatzierung, Gesamtwochen, AuszeichnungChartplatzierungen (Jahr, Titel, Musiklabel, Platzierungen, Wochen, Auszeichnungen, Anmerkungen) | Höchstplatzierung, Gesamtwochen, AuszeichnungChartplatzierungen (Jahr, Titel, Musiklabel, Platzierungen, Wochen, Auszeichnungen, Anmerkungen) | Höchstplatzierung, Gesamtwochen, AuszeichnungChartplatzierungen (Jahr, Titel, Musiklabel, Platzierungen, Wochen, Auszeichnungen, Anmerkungen) | Anmerkungen                           |
| Jahr | Titel Musiklabel                                                        | FR | BEW | DE | AT | CH | CA | Anmerkungen                           |
| ---- | ----------------------------------------------------------------------- | --- | --- | --- | --- | --- | --- | ------------------------------------- |
| 2014 | Trauma: Chansons de la Série Télé, Saison #5 Dare To Care Records (DTC) | FR12 (8 Wo.)FR | BEW3 (37 Wo.)BEW | — | — | CH73 (2 Wo.)CH | CA2 (4 Wo.)CA | Erstveröffentlichung: 14. Januar 2014 |

Weitere Soundtracks
- 2014: Child of Light (Soundtrack zum gleichnamigen Videospiel)

### EPs
| Jahr | Titel Musiklabel                                        | Höchstplatzierung, Gesamtwochen, AuszeichnungChartplatzierungen (Jahr, Titel, Musiklabel, Platzierungen, Wochen, Auszeichnungen, Anmerkungen) | Höchstplatzierung, Gesamtwochen, AuszeichnungChartplatzierungen (Jahr, Titel, Musiklabel, Platzierungen, Wochen, Auszeichnungen, Anmerkungen) | Höchstplatzierung, Gesamtwochen, AuszeichnungChartplatzierungen (Jahr, Titel, Musiklabel, Platzierungen, Wochen, Auszeichnungen, Anmerkungen) | Höchstplatzierung, Gesamtwochen, AuszeichnungChartplatzierungen (Jahr, Titel, Musiklabel, Platzierungen, Wochen, Auszeichnungen, Anmerkungen) | Höchstplatzierung, Gesamtwochen, AuszeichnungChartplatzierungen (Jahr, Titel, Musiklabel, Platzierungen, Wochen, Auszeichnungen, Anmerkungen) | Höchstplatzierung, Gesamtwochen, AuszeichnungChartplatzierungen (Jahr, Titel, Musiklabel, Platzierungen, Wochen, Auszeichnungen, Anmerkungen) | Anmerkungen                         |
| Jahr | Titel Musiklabel                                        | FR | BEW | DE | AT | CH | CA | Anmerkungen                         |
| ---- | ------------------------------------------------------- | --- | --- | --- | --- | --- | --- | ----------------------------------- |
| 2010 | NRJ Sessions: Cœur de Pirate Dare To Care Records (DTC) | — | BEW51 (2 Wo.)BEW | — | — | — | — | Erstveröffentlichung: 23. Juni 2010 |

Weitere EPs
- 2010: iTunes Live from Montreal

### Singles
| Jahr | Titel Album                                                       | Höchstplatzierung, Gesamtwochen, AuszeichnungChartplatzierungen (Jahr, Titel, Album, Platzierungen, Wochen, Auszeichnungen, Anmerkungen) | Höchstplatzierung, Gesamtwochen, AuszeichnungChartplatzierungen (Jahr, Titel, Album, Platzierungen, Wochen, Auszeichnungen, Anmerkungen) | Höchstplatzierung, Gesamtwochen, AuszeichnungChartplatzierungen (Jahr, Titel, Album, Platzierungen, Wochen, Auszeichnungen, Anmerkungen) | Höchstplatzierung, Gesamtwochen, AuszeichnungChartplatzierungen (Jahr, Titel, Album, Platzierungen, Wochen, Auszeichnungen, Anmerkungen) | Anmerkungen                                                    |
| Jahr | Titel Album                                                       | FR | BEW | CH | CA | Anmerkungen                                                    |
| ---- | ----------------------------------------------------------------- | --- | --- | --- | --- | -------------------------------------------------------------- |
| 2008 | Comme des enfants Cœur de pirate                                  | FR4 (35 Wo.)FR | BEW2 Gold · (42 Wo.)BEW | CH62 (13 Wo.)CH | — | Erstveröffentlichung: 28. September 2008                       |
| 2010 | Pour un infidèle Cœur de pirate                                   | FR1 (36 Wo.)FR | BEW8 (33 Wo.)BEW | CH43 (13 Wo.)CH | — | Erstveröffentlichung: 8. März 2010 mit Julien Doré             |
| 2011 | Adieu Blonde                                                      | FR26 (26 Wo.)FR | BEW9 (20 Wo.)BEW | — | — | Erstveröffentlichung: 12. September 2011                       |
| 2012 | Golden Baby Blonde                                                | FR94 (24 Wo.)FR | — | — | — | Erstveröffentlichung: 27. Februar 2012                         |
| 2013 | You Know I’m No Good Trauma: Chansons de la Série Télé, Saison #5 | FR73 (5 Wo.)FR | BEW37 (1 Wo.)BEW | — | — | Erstveröffentlichung: 2013                                     |
| 2014 | Ain’t No Sunshine Trauma: Chansons de la Série Télé, Saison #5    | FR189 (1 Wo.)FR | — | — | — | Erstveröffentlichung: 14. Januar 2014                          |
| 2014 | Mistral gagnant La Bande à Renaud (Sampler)                       | FR13 (36 Wo.)FR | BEW17 (14 Wo.)BEW | — | — | Erstveröffentlichung: 28. April 2014                           |
| 2015 | Oublie-moi (Carry On) Roses                                       | FR21 (39 Wo.)FR | BEW18 (8 Wo.)BEW | — | CA62 (18 Wo.)CA | Erstveröffentlichung: 4. April 2015                            |
| 2015 | Oceans Brawl Roses                                                | FR141 (1 Wo.)FR | — | — | — | Erstveröffentlichung: 31. Juli 2015                            |
| 2015 | Crier tout bas Roses                                              | FR68 (3 Wo.)FR | — | — | — | Erstveröffentlichung: 17. August 2015                          |
| 2016 | Vivre ou ne pas vivre Les souliers rouges                         | FR14 Gold · (33 Wo.)FR | — | — | — | Erstveröffentlichung: 30. Mai 2016 mit Arthur H & Marc Lavoine |
| 2018 | Prémonition En cas de tempête, ce jardin sera fermé               | FR42 (1 Wo.)FR | BEW29 (8 Wo.)BEW | — | — | Erstveröffentlichung: 19. Januar 2018                          |
| 2018 | Somnambule En cas de tempête, ce jardin sera fermé                | FR162 (1 Wo.)FR | — | — | — | Erstveröffentlichung: 13. April 2018                           |
| 2019 | Ne m’appelle pas –                                                | — | BEW17 (12 Wo.)BEW | — | — | Erstveröffentlichung: 9. Mai 2019                              |

Weitere Singles
- 2010: Ensemble
- 2010: Francis
- 2018: Dans la nuit (featuring Loud)

### Gastbeiträge
| Jahr | Titel Album        | Höchstplatzierung, Gesamtwochen, AuszeichnungChartplatzierungen (Jahr, Titel, Album, Platzierungen, Wochen, Auszeichnungen, Anmerkungen) | Höchstplatzierung, Gesamtwochen, AuszeichnungChartplatzierungen (Jahr, Titel, Album, Platzierungen, Wochen, Auszeichnungen, Anmerkungen) | Höchstplatzierung, Gesamtwochen, AuszeichnungChartplatzierungen (Jahr, Titel, Album, Platzierungen, Wochen, Auszeichnungen, Anmerkungen) | Höchstplatzierung, Gesamtwochen, AuszeichnungChartplatzierungen (Jahr, Titel, Album, Platzierungen, Wochen, Auszeichnungen, Anmerkungen) | Anmerkungen                                            |
| Jahr | Titel Album        | FR | BEW | CH | CA | Anmerkungen                                            |
| ---- | ------------------ | --- | --- | --- | --- | ------------------------------------------------------ |
| 2013 | Hélène Duophonique | FR72 (4 Wo.)FR | — | — | — | Erstveröffentlichung: 4. Februar 2013 mit Roch Voisine |
| 2021 | Concept flou Sacré | FR115 Gold · (2 Wo.)FR | — | — | — | mit Georgio                                            |
| 2023 | Dernière danse –   | FR32 Platin · (31 Wo.)FR | — | — | — | Erstveröffentlichung: 23. Juni 2023 mit Kyo            |

Weitere Gastbeiträge
- 2010: Voilà les anges (Nouvelle Vague feat. Cœur de Pirate)
- 2011: Brutal Hearts (Bedouin Soundclash feat. Cœur de Pirate)